# Salwador
Salwador, Republika Salwadoru (hiszp. El Salvador; República de El Salvador) – państwo w Ameryce Północnej, leżące nad Oceanem Spokojnym. Jego stolicą jest San Salvador. Graniczy z Gwatemalą (203 km) i Hondurasem (342 km).

## Etymologia
Nazwa „Salwador” pochodzi od hiszpańskiego El Salvador, co oznacza „zbawiciel” i stanowi odniesienie do Jezusa Chrystusa.

## Geografia
Salwador to najmniejszy pod względem powierzchni kraj międzymorza środkowoamerykańskiego, ale za to gęsto zaludniony. Na 1 km² przypada ponad 300 mieszkańców. Największe miasta Salwadoru to stolica San Salvador oraz Soyapango, Santa Ana, Mejicanos i San Miguel.
Salwador to górzysty kraj. Na północy przebiega pasmo Sierra Madre, którego szczyty sięgają 2169 m n.p.m. Na południu nieco wyższe pasmo Cadeña Costero (2386 m n.p.m.). Między nimi znajduje się tektoniczne obniżenie rzeki Lempa. W Salwadorze znajduje się aż 61 wulkanów, zarówno wygasłych, jak i czynnych. Najwyższe z nich to Santa Ana (2386 m n.p.m.), San Vicente (2173 m) i San Miguel (2132 m). Do najbardziej aktywnych wulkanów świata należy salwadorski wulkan Izalco (1965 m), który w latach 40. i 50. przez kilkanaście lat nieustannie wyrzucał lawę i popioły wulkaniczne.
W Salwadorze panuje klimat równikowy z temperaturami wynoszącymi 23–25 °C na wybrzeżu i opadami sięgającymi 1800–2400 mm. Występują dwie pory roku: sucha od listopada do kwietnia i deszczowa od maja do października.
Najdłuższą rzeką kraju jest Lempa (260 km). Pozostałe są o wiele krótsze. Znajduje się tutaj kilka dużych jezior: Ilopango (72 km²), Guija (45 km²) oraz jezioro kraterowe Coatepeque (24 km²).

## Historia
Terytorium dzisiejszego Salwadoru od początku n.e. objęte było wpływami cywilizacji Majów, później Tolteków. W 1524 r. na ziemie Salwadoru dotarli pierwsi konkwistadorzy. Do 1539 oddziały hiszpańskie pod dowództwem Pedro de Alvarado rozbiły istniejące tu królestwo Cuzcatlan, włączając je do wicekrólestwa Nowej Hiszpanii, bezpośrednią władzę oddając gubernatorowi Gwatemali. Na początku XIX wieku ujawniły się dążenia niepodległościowe, którym sprzyjała trwająca w Europie kampania hiszpańska Napoleona I. W 1810 r. centralną część wicekrólestwa Nowej Hiszpanii objęło powstanie zbrojne dowodzone przez Miguela Hidalga y Costillę i José Maríe Morelosa y Pavona. Powstanie zostało stłumione, ale całkowicie nie wygasło.
Wicekrólestwo Nowej Hiszpanii rozpadło się w 1821 roku, a Salwador został włączony do utworzonego przez generała A. de Iturbide cesarstwa Meksyku. Po rozpadzie cesarstwa (1823) kraj przystąpił do Federacji Ameryki Środkowej. Prowincja Salwador uchwaliła konstytucję stanową 22 czerwca 1824 roku. Na prezydenta stanowego wybrano działacza niepodległościowego Juana Manuela Rodrígueza. Od czasów epoki kolonialnej istniała spora nieufność między elitami Salwadoru i Gwatemali. W roku 1827 wybucha wojna między rządem federalnym a Salwadorem. W 1830 roku doszło do ogłoszenia secesji. Secesja została zdławiona za pomocą wojska przez rząd federalny. Od początku kraju dochodziło do konfliktów z ludnością indiańską, w 1833 roku wybuchły powstania wśród Indian Nonualco. W 1841 roku doszło do ponownego ogłoszenia niepodległości którą udało się tym razem utrzymać. W ciągu trzech następnych dekad Salwador pozostawał w stanie głębokiej niestabilności politycznej z powodu rywalizacji między liberałami a konserwatystami, konfliktów z krajami sąsiadującymi i braku poczucia tożsamości narodowej. Walka o władzę między dwiema wspomnianymi stronnictwami przybierała najostrzejsze formy, gdy strona będąca aktualnie w opozycji nie wahała się prosić o pomoc sąsiadów w celu obalenia rządu. Przez to okres ten jest pełen powstań i rewolt, a w kraju stale utrzymuje się klimat wojny domowej. W Ameryce Środkowej liberałowie dążyli do uznania swobód obywatelskich, liberalizacji handlu, rozdziału Kościoła od państwa i bronili unii środkowoamerykańskiej. Z kolei konserwatyści dążyli do utrzymania wielu instytucji pochodzących z czasów kolonialnych, popierali szeroką współpracę państwa i Kościoła oraz dążyli do wzmocnienia niezależności każdego z krajów niegdyś tworzących Zjednoczone Prowincje. Od roku 1898 (dojście do władzy gen. Tomása Regalado) do 1931 r. panowała w polityce pewna stabilność. Prezydentura trafiała w ręce wielkich plantatorów kawy. Elita gospodarcza rządziła krajem, bezpośrednio przekazując sobie urząd prezydenta. Z polityką tą wiązało się znaczne uzależnienie od Stanów Zjednoczonych. Ten okres w historii Salwadoru jest znany jako kawowa republika. Reformy gospodarcze zwiększające wpływy oligarchii doprowadziły do licznych powstań chłopskich mających miejsce pod koniec XIX wieku.
Manuel Enrique Araujo, prezydent w latach 1911–1913, stworzył Gwardię Narodową i powziął kilka środków w celu wzmocnienia władzy państwowej. W 1912 roku przyjęto aktualnie obowiązującą flagę państwową. Araujo został zabity w 1913 roku. Po zabójstwie krajem rządziła do 1927 roku wpływowa rodzina Meléndez-Quiñonez. Była ona członkiem elitarnej grupy znanej jako 14 Rodzin (liczba jest symboliczna i ma oznaczać liczbę departamentów) lub Kreolska Oligarchia (w odniesieniu do pochodzenia tych rodzin bezpośrednio od Hiszpanów, urodzonych na terenie Salwadoru). W okresie ich rządów doszło do napięć społecznych na których poparcie zyskały organizacje lewicowe oraz związki zawodowe pozostające w opozycji do rządu. Wielki kryzys wywołał dalsze napięcia które doprowadziły do powstania chłopskiego lat 1930–1932. Na czele powstańców stanął Farabundo Martí. W 1931 roku w obliczu rebelii rząd zorganizował wolne wybory, które wygrała Partia Pracy (Partido Laborista) pod przywództwem doktora Arturo Araujo (najprawdopodobniej nie spokrewnionego z zabitym w 1913 roku prezydentem). Partia Pracy zyskała poparcie studentów, robotników i Komunistycznej Partii Salwadoru. Araujo ustanowił swobody obywatelskie, zalegalizował partię komunistyczną oraz doprowadził do zakończenia rebelii chłopskiej.
Spadek cen kawy, związany z kryzysem światowym, spowodował niezadowolenie na tyle duże, że rząd Araujo został obalony 2 grudnia 1931 roku przez grupę wojskowych. Przekazali oni władzę generałowi Maximiliano Martínezowi, zapoczątkowując okres rządów autorytarnych, kontrolowanych przez wojsko i wspieranych przez plantatorów. Hernández Martínez na początku swoich dyktatorskich rządów musiał zmierzyć się z rebelią chłopską pod wodzą Farabundo Martíego. Rebelia została brutalnie stłumiona, a w wyniku represji po rozbiciu rebelii zginęło od 10 do 30 tysięcy osób. Rządy dyktatora oprócz wzmożonych represji charakteryzowały się również nieudolną i abstrakcyjną polityką rządu. Dyktator przyjął ustrój kraju zbliżony do faszystowskiego i nawiązał bliskie relacje z państwami faszystowskimi. Następcą dyktatora okazał się Salvador Castaneda Castro który w 1944 roku obalił niepopularnego Hernándeza w puczu. Castenada Castro kontynuował jednak politykę poprzednika którą przerwał pucz z 1948 roku. Władzę po 1948 roku objęła Rada Rządu Rewolucyjnego składająca się z postępowych elementów wojska. W 1950 roku uchwalono nową konstytucję i utworzono Rewolucyjną Partię Zjednoczenia Demokratycznego (PRUD). Prezydentami z ramienia PRUD byli pułkownicy: Óscar Osorio (1950–1956) i José María Lemus (1956–1960). Zainicjowali oni szereg reform o charakterze socjaldemokratycznym. Plany społeczne rządów Osorio i Lemusa mogły odnieść sukces dzięki okresowi prosperity na rynku kawy i dzięki wprowadzeniu nowej dochodowej uprawy – bawełny. Ale pod koniec lat 50. ceny kawy spadły, kraj znalazł się w kryzysie i rząd Lemusa został obalony 26 października 1960 roku w wyniku kolejnego puczu wojskowego. Od władzy odsunięto kręgi lewicowe lat 1948–1960 zastępując je prawicowymi elementami wojska. Prawicowa junta zbliżyła kraj do Stanów Zjednoczonych i wprowadziła szereg niepopularnych reform które spowodowały protesty chłopskie. Brutalne rozbicie protestów doprowadziło pod koniec lat 60. do wybuchu walk partyzanckich.
Junta chcąc odzyskać popularność rozpoczęła wojnę z Hondurasem, która jednak okazała się bezowocna i pogłębiła tylko kryzys państwa. Spór salwadorsko-honduraski miał swoje źródła już w latach 20., gdy tysiące bezrolnych Salwadorczyków uciekało do Hondurasu w poszukiwaniu pracy. Pod koniec lat 60. rząd honduraski pod presją żądań społecznych wprowadził reformę rolną, która jednak represjonowała społeczność salwadorską, liczącą ok. 3000 osób – na mocy reformy zostały im skonfiskowane majątki. Wszystkie te osoby zostały zmuszone do masowego powrotu do ojczyzny, co przestraszyło juntę obawiając się, że zażądają one reformy rolnej i przydziału ziemi. Atmosfera nienawiści przeciw sąsiadowi była sposobem odwrócenia uwagi od problemów wewnętrznych. 8 czerwca 1969 roku rozegrano w Tegucigalpie w ramach eliminacji do Mistrzostw Świata w Piłce Nożnej mecz między Hondurasem a Salwadorem, wygrany przez gospodarzy 1:0. Tydzień później miał odbyć się rewanż w San Salvador. Mecz rozegrano w atmosferze nienawiści, z uzbrojonymi gwardzistami na stadionie. Salwador wygrał bez problemu 3:0, piłkarzy Hondurasu przewieziono do granicy wozami pancernymi, gdzie wyrzucono ich na ulicę. Kilka dni później oba kraje zerwały stosunki dyplomatyczne między sobą. Mecz został powtórzony 27 czerwca Salwador wygrał 3:2. 14 lipca Salwador w obliczu narastającego napięcia zaatakował Honduras. Wojska Salwadoru zajęły 1650 km² terytorium Hondurasu, kierując się na Tegucigalpę. Organizacja Państw Amerykańskich wynegocjowała wówczas zawieszenie broni, zawarte 20 lipca. Na początku sierpnia wojska salwadorskie wycofały się do kraju.
W wyborach w roku 1972 opozycja – zwłaszcza Ruch Narodowo-Rewolucyjny, Unia Demokratyczno-Narodowa oraz Partia Chrześcijańsko-Demokratyczna zjednoczyła się w Unię Opozycji Narodowej (UNO), której szefem został José Napoleón Duarte. Wielu historyków uważa, że ruch UNO wygrał wybory i Duarte powinien zostać prezydentem, ale wojsko ogłosiło zwycięzcą wojskowego Arturo Armando Molinę. W wyniku silnych protestów i groźby zamachu stanu Duarte został zmuszony do emigracji. UNO pozostała jednak zjednoczona i wzięła udział w następnych wyborach – w 1977 r. Tym razem jej kandydatem był generał Ernesto Claramount. Historycy uważają, że ponownie wygrał kandydat UNO, ale wojskowi znów ogłosili zwycięzcą kandydata PCN – gen. Carlosa Humberto Romero. Gdy okazało się, że przejęcie władzy przez opozycję w sposób demokratyczny jest mrzonką, niektóre grupy opozycyjne wobec rządu poczuły się zmuszone do podjęcia walki zbrojnej. Po wyborach na lewicy powstało wiele grup zbrojnych, jak np. Ludowa Armia Rewolucyjna (ERP) czy Narodowy Ruch Oporu (FARN). Takie grupy były tworzone przez organizacje ludowe z udziałem syndykatów, stowarzyszeń zawodowych, grup chłopskich, kongregacji religijnych i ośrodków edukacyjnych średniego i wyższego szczebla.
Ciągle przedłużająca swoją władzę junta oparła rządy na wsparciu USA które rządzone przez Jimmy’ego Cartera przeznaczały 1,5 miliona dolarów dziennie na finansowanie reżimu. Ludność była terroryzowana przez wojsko, policję i szwadrony śmierci. W opozycji do junty znalazła się lewica i Kościół katolicki. Rząd podjął się represji skierowanych przeciwko duchownym. W 1977 roku z rąk służby bezpieczeństwa zginął ojciec Rutilio Grande znany z krytyki rządu. W tym samym roku najbardziej radykalne grupy junty promowały hasło „Bądź patriotą – zabij księdza”, oskarżanych o rzekome sprzyjanie komunistom. Wzmożone represje zradykalizowały lewicę. W kwietniu 1970 roku powstały Ludowe Siły Wyzwoleńcze im. Farabundo Martí. W 1979 kiedy obalono dyktatora Carlosa Humberto Romero i powołano pięcioosobową juntę wojskowo-cywilną w skład której weszli przedstawiciele lewicowej części armii i opozycji, pojawiła się wówczas nadzieja na przeprowadzenie reform. Szybko doszło jednak do usunięcia Majano i Ungo ze składu junty a grupy polityczne związane z zachowawczą częścią korpusu oficerskiego armii oraz oligarchią wzmogły prześladowania przeciwników politycznych i wszystkich podejrzewanych o nastroje opozycyjne.
W związku z nasileniem terroru przez szwadrony śmierci na początku 1980 szczególnie po zabójstwie arcybiskupa Oscara Romero w marcu tego roku, różne ugrupowania opozycyjne zjednoczyły swoje wysiłki w walce z reżimem. W kwietniu 1980 został powołany przez kilka partii centrowych i lewicowych tzw. Front Demokratyczno-Rewolucyjny. Bardziej radykalni opozycjoniści w odpowiedzi na represje ze strony junty, utworzyli zbrojny Front Wyzwolenia Narodowego im. Farabunda Martíego (FMLN). Rok 1980 uważany jest za początek wojny domowej trwającej do 1992 roku. Armia Salwadoru była zaangażowana w represje – najbardziej drastyczny przypadek to masowe zabójstwa w kilku gminach departamentu Morazán, określane jako masakra w El Mozote. Wojsko prowadzące tam operacje antypowstańcze, w dniach 10–13 grudnia zabiło kilkuset cywilów, a dużo więcej zmusiło do ucieczki do Hondurasu. Oblicza się, że junta wojskowa otrzymała miliard dolarów od USA na walkę z partyzantką. Z drugiej strony należy pamiętać, że i ze strony partyzantów częste były takie przestępstwa, jak porwania i zabójstwa – dokonywane zwłaszcza na przedsiębiorcach i burmistrzach – a także niszczenie infrastruktury, ataki zbrojne i niszczenie obiektów wojskowych, wymuszenia okupu na przedsiębiorcach. W celu znalezienia pokojowego rozwiązania konfliktu cywilny Demokratyczny Front-Rewolucyjny wszedł w sojusz z wojskowym FMLN. W 1987 sojusz FML-FDR zaprezentował w 18 punktach swoją propozycję pokojową. W kwietniu 1989 roku FLMN przedstawił w Waszyngtonie swoje warunki do wynegocjowania końca wojny. W lipcu w wyniku głosowania powszechnego prezydentem został Alfredo Cristiani z ARENY. W sierpniu jego rząd spotkał się z przedstawicielami FLMN, lecz 11 listopada FLMN przeprowadził ofensywę militarną. O świcie 16 listopada z kolei oddział wojska zaatakował Uniwersytet Środkowoamerykański im. José Simeóna Cañasa w San Salvador i zabił 6 jezuitów powiązanych z opozycją. Ataki te pokazały, że nie jest możliwe osiągnięcie przewagi militarnej przez którąkolwiek ze stron. W grudniu 1990 FMLN przeprowadził ostatnią ofensywę militarną. Po ustaleniu się równowagi sił, 31 grudnia 1991 rząd ARENY podpisał Zgodę z Nowego Jorku, a 16 stycznia 1992 negocjacje zakończyły się podpisaniem porozumień pokojowych. Położyły one kres trwającej 12 lat wojnie domowej. Jej skutkiem była śmierć 75 tys. cywilów i ok. 9 tys. zaginionych
Po zakończeniu wojny do rządów ponownie doszła prawica – Nacjonalistyczny Sojusz Republikański (ARENA) a FMLN stała się legalną partią polityczną. Po wyborach w 1997 FMLN stał się drugą co do liczby mandatów (po ARENIE) partią w parlamencie; 2000 – pierwszą; od 2002 ponowne rządy ARENY. 15 lat po podpisaniu porozumień pokojowych proces demokratyzacji życia w Salwadorze jest w stanie niepewnej równowagi po tym, jak parlament na mocy tych porozumień zadekretował w 1993 roku amnestię, w wyniku której nikt odpowiedzialny za zbrodnie popełnione przed, w trakcie i po wojnie nie został osądzony. Zjawiskiem społecznym, z którym musi borykać się Salwador po wojnie, jest istnienie gangów młodocianych, zwanych maras lub pandillas, tworzonych głównie z nielegalnych imigrantów salwadorskich, deportowanych do kraju z USA. Poziom przestępczości zwrócił uwagę samego rządu, który stworzył programy do walki z nią:. Programy te jednak zakończyły się porażką. Tylko w pierwszych czterech miesiącach 2004 roku dziennik El Diario de Hoy odnotował prawie 10 tys. deportowanych osób.
W wyborach prezydenckich 15 marca 2009 roku, zwycięstwo odniósł kandydat FMLN, były dziennikarz Mauricio Funes. Jest to pierwsze zwycięstwo partii lewicowej w Salwadorze w całej historii. Funes wygrał z kandydatem ARENY, Rodrigo Avilą. Funes objął urząd 1 czerwca 2009. Rządy lewicy trwały do 2014 roku.

## Ustrój polityczny
Zgodnie z konstytucją z 1983 (znowelizowana w 1992) Salwador jest demokratyczną republiką, w której głową państwa i szefem administracji jest prezydent wybierany, wraz z wiceprezydentem, w powszechnych wyborach na 5-letnią kadencję. Prezydent mianuje radę ministrów i jest naczelnym dowódcą sił zbrojnych.
Władza ustawodawcza należy do jednoizbowego parlamentu, nazywanego Zgromadzeniem Ustawodawczym (Asamblea Legislativa). Zasiada w nim 84 członków wybieranych w powszechnych wyborach na 3-letnią kadencję. Główne partie: Narodowy Front Wyzwolenia (FMLN), Partia Porozumienia Narodowego (PCN), Partia Chrześcijańsko-Demokratyczna (PDC).

### Podział administracyjny
Kraj podzielony jest na 14 departamentów (departamento(s)): Ahuachapán, Cabañas, Chalatenango, Cuscatlán, La Libertad, La Paz, La Unión, Morazán, San Miguel, San Salvador, Santa Ana, San Vicente, Sonsonate, Usulután.

## Społeczeństwo
Mieszkańcy Salwadoru są stosunkowo młodzi – 35,8% ma poniżej 14 lat, a powyżej 65 lat jedynie 5,2%. Przyrost naturalny wynosi aż 1,679%. 90% mieszkańców to Metysi (potomkowie Indian i białych), 9% stanowią biali, pozostali, czyli głównie Indianie obejmują 1%.

### Religia

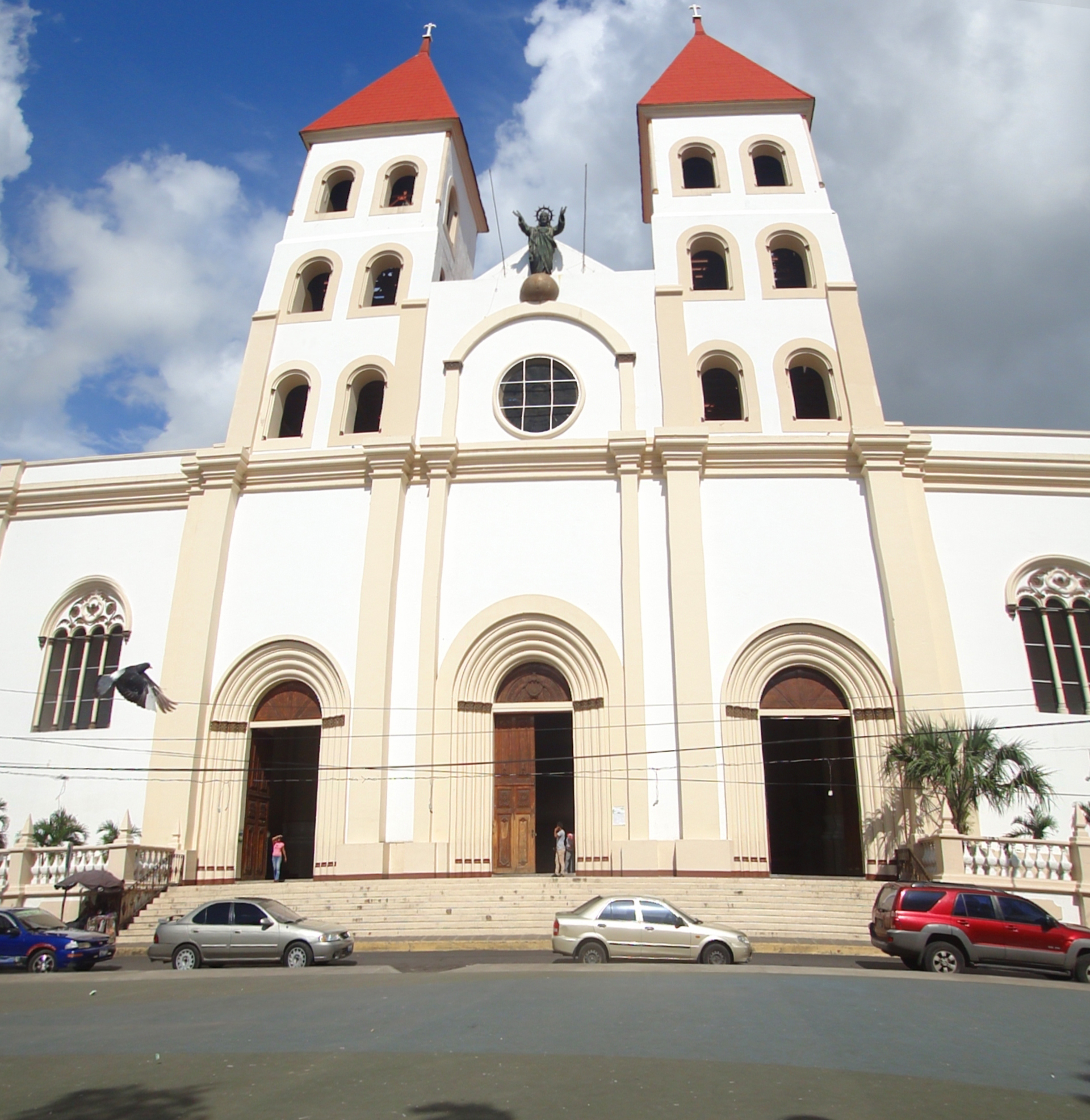
Katedra Królowej Pokoju w San Miguel

Struktura religijna kraju w 2015 roku, według The Association of Religion Data Archives:
- katolicy – 40,4%,
- protestanci – 39,6% (w większości zielonoświątkowcy, a także baptyści, adwentyści dnia siódmego i inni),
- brak religii – 16,2%,
- pozostali chrześcijanie – 3,5%:
  - mormoni – 2,0%[33],
  - Świadkowie Jehowy – 0,6%,
- tradycyjne religie plemienne – 0,6%,
- bahaiści – 0,4%.

## Gospodarka

### Bitcoin
W 2021 roku prezydent Salwadoru Bukele podjął decyzję o rozdaniu odpowiednika 116 złotych (30$) w bitcoinach, każdemu mieszkańcowi który pobierze rządową aplikację do tej waluty. W Salwadorze jest to spora suma, bo najniższa pensja minimalna wynosi około 441,33 złotych miesięcznie (US$113.70) dla robotników rolnych. Program rozdania pieniędzy jest częścią większego programu popierania i zachęcania do używania bitcoina – bitcoin jest w Salwadorze uznawany za taki sam środek płatniczy jak obowiązujące dolary amerykańskie, które zastąpiły wcześniej colony.

### Energia z wulkanu
Zgodnie z instrukcją prezydenta Bukele energia do kopania bitcoinów będzie pozyskiwana z wulkanów. Na terenie Salwadoru jest ich ponad 20 z czego kilka aktywnych. Nie jest to koncepcja abstrakcyjna dla lokalnego LaGeo, analogiczną energię geotermalną do produkcji prądu wykorzystuje też m.in. Genesis Mining na Islandii.

### Emisja gazów cieplarnianych
Emisja równoważnika dwutlenku węgla z Salwadoru wyniosła w 1990 roku 6,922 Mt, z czego tylko 2,633 Mt stanowił dwutlenek węgla, a resztę metan i w mniejszym stopniu podtlenek azotu. W przeliczeniu na mieszkańca emisja wyniosła wówczas 0,5 t dwutlenku węgla, a w przeliczeniu na 1000 dolarów PKB 111 kg. W następnych latach emisje rosły, z krótkotrwałymi spadkami w niektórych latach (m.in. 1996, 2008). Głównym źródłem emisji dwutlenku węgla przez cały czas był transport. W 2018 emisja dwutlenku węgla pochodzenia kopalnego wyniosła 7,9 Mt, a w przeliczeniu na mieszkańca 1,232 t i w przeliczeniu na 1000 dolarów PKB 166 kg.

## Kultura
| Data             | Polska nazwa          | Oryginalna nazwa                  |
| ---------------- | --------------------- | --------------------------------- |
| 1 stycznia       | Nowy Rok              | Año Nuevo                         |
| marzec/kwiecień  | Wielki Tydzień        | Semana Santa                      |
| 1 maja           | Święto Pracy          | Día del Trabajo                   |
| 4, 5, 6 sierpnia | Festiwal San Salwador | Fiestas Patronales de El Salvador |
| 15 września      | Święto Niepodległości | Día de la Independencia           |
| 12 października  | Dzień Kolumba         | Día de la Raza                    |
| 2 listopada      | Zaduszki              | Día de los Difuntos               |
| 25 grudnia       | Boże Narodzenie       | Navidad                           |

## Media
Większość tytułów dzienników i czasopism ukazuje się w San Salvador. Dzienniki: „El Diario de Hoy”, założony w 1936, nakład 115 tys. egzemplarzy; „La Prensa Gráfica”, założony w 1915, nakład ok. 100 tys. egzemplarzy; „El Mundo”, założony w 1967, nakład 60 tys. egzemplarzy; „La Noticia”, założony w 1986, nakład ok. 30 tys. egzemplarzy; „Co Latino”, założony w 1890, nakład 15 tys. egzemplarzy; „Diario de Occidente”, wydawany w Santa Ana, założony w 1910, nakład 6 tys. egzemplarzy; „Diario Oficial”, założony w 1875, nakład 2 tys. egzemplarzy. Czasopisma wydawane w Salwadorze to: katolicki tygodnik „Orientación”, założony w 1952, nakład 8 tys. egzemplarzy, a także m.in. kwartalnik „Cultura”. Radiofonia: YSSS Radio Nacional de El Salvador nadaje program o charakterze edukacyjnym. Program emituje także ponad 60 stacji komercyjnych. Program telewizyjny nadaje m.in.: Canal 8 i Canal 10, stacja rządowa, założona w roku 1964. Stacje komercyjne: m.in. Canal 2, Canal 4, Canal 6, Canal 25.